# ФК Озд

ФК Озд (мађ. Ózdi Kohász Sport Egyesület), је био мађарски фудбалски клуб . Седиште клуба је било у Озду, Мађарска. Боје клуба су црна и бела.

## Историјат клуба
ФК Озд је у првој лиги дебитовао у сезони 1961/62. Сезону је завршио као тринаести. 

## Историјат имена
- 1909 – 1912 : Вашаш ШЕ Озд − Ózdi Vasgyári Sport Egylet
- 1912 – 1926 : Спортско удружење металских радника Озд − Ózdi Vasgyári Alkalmazottak Sport Egyesülete
- 1926 – 1927 : Фискултурно друштво металаца Озд − Ózdi Vasgyári Testgyakorlók Köre
- 1927 – 1945 : Фискултурни круг металских радника МОВЕ Озд − MOVE Ózdi Vasgyári Testgyakorló Köre
- 1945 – 1949 : Фискултурни круг металских радника Озд − Ózdi Vasas Testgyakorlók Köre
- 1949 – 1951 : Фискултурни круг металских радника СИТ Озд − Ózdi Vasas SzIT Testgyakorlók Köre
- 1951 – 1959 : СК Вашаш Озд − Ózdi Vasas Sport Kör
- 1959 – 2003 : Кохаз СЕ Озд − Ózdi Kohász Sport Egyesület

## Достигнућа
- Прва лига Мађарске у фудбалу:
  - 13. место (1) :1961/62.
  - 11. место (1) :1965.
  - 13. место (1) :1966.
  - 18. место (1) :1981/82.